# Dina Bösch
Dina Bösch (* 28. Mai 1960 in Bremerhaven) ist eine deutsche Gewerkschafterin und Diplom-Pädagogin. Von Oktober 2007 bis 2015 war sie Mitglied des Bundesvorstands der Vereinten Dienstleistungsgewerkschaft (ver.di). Sie war im Aufsichtsrat der Münchener Rück.

## Leben
Dina Bösch wurde in Bremerhaven geboren. Nach dem Abitur, das sie 1980 am Gymnasium Wesermünde ablegte, studierte sie Erwachsenenbildung und außerschulische Jugendbildung an der Gottfried-Wilhelm-Leibniz-Universität in Hannover.
Nach dem Abschluss als Diplom-Pädagogin im Jahr 1988 arbeitete sie bis 1990 als Referentin für Jugendbildung im Landesbezirk Niedersachsen-Bremen der Deutschen Angestellten-Gewerkschaft (DAG). Beim DAG-Bundesvorstand war sie von 1990 bis 1993 Referentin in der Bundesjugendleitung, von  1993 bis 1996 Referentin in der Bundesfrauenabteilung. Zudem wurde sie 1994 in der Hauptverwaltung der DAG in den Betriebsrat gewählt und vertrat dort die Interessen der DAG-Beschäftigten. 1996 übernahm sie die Leitung des DAG-Bildungszentrums in Walsrode (Niedersachsen), das seit 2001 mit der Gründung von ver.di eine Bildungsstätte dieser Gewerkschaft ist. Im April 2007 wurde sie im ver.di-Landesbezirk Hamburg  stellvertretende Landesbezirksleiterin mit der Zuständigkeit für die Bereiche Bildung, Mitgliederservice, Frauen, Seniorinnen und Senioren, Jugend sowie Lesben und Schwule. In ihren Zuständigkeitsbereich fiel auch der gewerkschaftliche Kampf gegen den Rechtsextremismus.
Beim ver.di-Bundeskongress im Oktober 2007 wurde sie mit 85,5 Prozent der Delegiertenstimmen erstmals in den Bundesvorstand gewählt. Dort wurde sie u. a. mit der Verantwortung für den Bereich Gewerkschaftliche Bildung und die ver.di Bildungsstätten betraut.  Beim Bundeskongress 2011 wurde sie wiedergewählt.
Von 2015 bis 2023 war Dina Bösch Geschäftsführerin der Deutschen Angestellten-Akademie (DAA).